# Langeland
 Ovo je glavno značenje pojma Langeland. Za druga značenja pogledajte Langeland (razdvojba).
Langeland je danski otok u Baltičkom moru (54°56'N i 10°42'E). Dugačak je 52 km i širok 11 km. Nalazi se između otoka Fyna i Lollanda u morskom prolazu Veliki Belt u pokrajini Južna Danska. Ime mu znači "dugačka zemlja". 

## Gospodarstvo
Blaga klima i plodno tlo pogoduje proizvodnji šećerne repe i žitarica. Poznat je po prostranim šumama bukve koje postepeno nestaju radi povećanja poljoprivrednih površina. Otok je mostovima povezan s drugim danskim otocima. Glavno mjesto Rudkøbing na zapadnoj obali povezano je željezničkom prugom s mjestom Bagenkop na krajnjem jugu otoka. Od većih naselja na otoku se nalazi još i Tranekær. 